# Grand Prix Australii 2023
Grand Prix Australii 2023, oficjalnie Formula 1 Rolex Australian Grand Prix 2023 – trzecia runda Mistrzostw Świata Formuły 1 w sezonie 2023. Grand Prix odbyło się w dniach 31 marca – 2 kwietnia 2023 na torze Albert Park Circuit w Melbourne. Wyścig, po starcie z pole position, wygrał Max Verstappen (Red Bull Racing), a na podium kolejno stanęli Lewis Hamilton (Mercedes) oraz Fernando Alonso (Aston Martin).

## Lista startowa
| Nr          | Kierowca         | Zespół                                | Samochód                          | Silnik              | Opony |
| ----------- | ---------------- | ------------------------------------- | --------------------------------- | ------------------- | ----- |
| 1           | Max Verstappen   | Oracle Red Bull Racing                | Red Bull RB19                     | Honda RBPTH001      | P     |
| 2           | Logan Sargeant   | Williams Racing                       | Williams FW45                     | Mercedes-AMG F1 M14 | P     |
| 4           | Lando Norris     | McLaren F1 Team                       | McLaren MCL60                     | Mercedes-AMG F1 M14 | P     |
| 10          | Pierre Gasly     | BWT Alpine F1 Team                    | Alpine A523                       | Renault E-Tech RE23 | P     |
| 11          | Sergio Pérez     | Oracle Red Bull Racing                | Red Bull RB19                     | Honda RBPTH001      | P     |
| 14          | Fernando Alonso  | Aston Martin Aramco Cognizant F1 Team | Aston Martin AMR23                | Mercedes-AMG F1 M14 | P     |
| 16          | Charles Leclerc  | Scuderia Ferrari                      | Ferrari SF-23                     | Ferrari 066/10      | P     |
| 18          | Lance Stroll     | Aston Martin Aramco Cognizant F1 Team | Aston Martin AMR23                | Mercedes-AMG F1 M14 | P     |
| 20          | Kevin Magnussen  | MoneyGram Haas F1 Team                | Haas VF-23                        | Ferrari 066/10      | P     |
| 21          | Nyck de Vries    | Scuderia AlphaTauri                   | AlphaTauri AT04                   | Honda RBPTH001      | P     |
| 22          | Yūki Tsunoda     | Scuderia AlphaTauri                   | AlphaTauri AT04                   | Honda RBPTH001      | P     |
| 23          | Alexander Albon  | Williams Racing                       | Williams FW45                     | Mercedes-AMG F1 M14 | P     |
| 24          | Zhou Guanyu      | Alfa Romeo F1 Team Kick               | Alfa Romeo C43                    | Ferrari 066/10      | P     |
| 27          | Nico Hülkenberg  | MoneyGram Haas F1 Team                | Haas VF-23                        | Ferrari 066/10      | P     |
| 31          | Esteban Ocon     | BWT Alpine F1 Team                    | Alpine A523                       | Renault E-Tech RE23 | P     |
| 44          | Lewis Hamilton   | Mercedes-AMG Petronas F1 Team         | Mercedes-AMG F1 W14 E Performance | Mercedes-AMG F1 M14 | P     |
| 55          | Carlos Sainz Jr. | Scuderia Ferrari                      | Ferrari SF-23                     | Ferrari 066/10      | P     |
| 63          | George Russell   | Mercedes-AMG Petronas F1 Team         | Mercedes-AMG F1 W14 E Performance | Mercedes-AMG F1 M14 | P     |
| 77          | Valtteri Bottas  | Alfa Romeo F1 Team Kick               | Alfa Romeo C43                    | Ferrari 066/10      | P     |
| 81          | Oscar Piastri    | McLaren F1 Team                       | McLaren MCL60                     | Mercedes-AMG F1 M14 | P     |
| Źródło: FIA |                  |                                       |                                   |                     |       |

## Wyniki

### Zwycięzcy sesji treningowych
| Sesja       | Nr | Kierowca        | Konstruktor                  | Czas     | Okr. |
| ----------- | -- | --------------- | ---------------------------- | -------- | ---- |
| 1           | 1  | Max Verstappen  | Red Bull Racing-Honda RBPT   | 1:18,790 | 17   |
| 2           | 14 | Fernando Alonso | Aston Martin Aramco-Mercedes | 1:18,887 | 13   |
| 3           | 1  | Max Verstappen  | Red Bull Racing-Honda RBPT   | 1:17,565 | 24   |
| Źródło: FIA |    |                 |                              |          |      |

### Kwalifikacje
| P                    | Nr | Kierowca         | Konstruktor                  | Czasy w kwalifikacjach | Czasy w kwalifikacjach | Czasy w kwalifikacjach | Poz. s. |
| P                    | Nr | Kierowca         | Konstruktor                  | Q1                     | Q2                     | Q3                     | Poz. s. |
| -------------------- | -- | ---------------- | ---------------------------- | ---------------------- | ---------------------- | ---------------------- | ------- |
| 1                    | 1  | Max Verstappen   | Red Bull Racing-Honda RBPT   | 1:17,384               | 1:17,056               | 1:16,732               | 1       |
| 2                    | 63 | George Russell   | Mercedes                     | 1:17,654               | 1:17,513               | 1:16,968               | 2       |
| 3                    | 44 | Lewis Hamilton   | Mercedes                     | 1:17,689               | 1:17,551               | 1:17,104               | 3       |
| 4                    | 14 | Fernando Alonso  | Aston Martin Aramco-Mercedes | 1:17,832               | 1:17,283               | 1:17,139               | 4       |
| 5                    | 55 | Carlos Sainz Jr. | Ferrari                      | 1:17,928               | 1:17,349               | 1:17,270               | 5       |
| 6                    | 18 | Lance Stroll     | Aston Martin Aramco-Mercedes | 1:17,873               | 1:17,616               | 1:17,308               | 6       |
| 7                    | 16 | Charles Leclerc  | Ferrari                      | 1:18,218               | 1:17,390               | 1:17,369               | 7       |
| 8                    | 23 | Alexander Albon  | Williams-Mercedes            | 1:17,962               | 1:17,761               | 1:17,609               | 8       |
| 9                    | 10 | Pierre Gasly     | Alpine-Renault               | 1:18,312               | 1:17,574               | 1:17,675               | 9       |
| 10                   | 27 | Nico Hülkenberg  | Haas-Ferrari                 | 1:18,029               | 1:17,412               | 1:17,735               | 10      |
| 11                   | 31 | Esteban Ocon     | Alpine-Renault               | 1:17,770               | 1:17,768               |                        | 11      |
| 12                   | 22 | Yūki Tsunoda     | AlphaTauri-Honda RBPT        | 1:18,471               | 1:18,099               |                        | 12      |
| 13                   | 4  | Lando Norris     | McLaren-Mercedes             | 1:18,243               | 1:18,119               |                        | 13      |
| 14                   | 20 | Kevin Magnussen  | Haas-Ferrari                 | 1:18,159               | 1:18,129               |                        | 14      |
| 15                   | 21 | Nyck de Vries    | AlphaTauri-Honda RBPT        | 1:18,450               | 1:18,335               |                        | 15      |
| 16                   | 81 | Oscar Piastri    | McLaren-Mercedes             | 1:18,517               |                        |                        | 16      |
| 17                   | 24 | Zhou Guanyu      | Alfa Romeo-Ferrari           | 1:18,540               |                        |                        | 17      |
| 18                   | 2  | Logan Sargeant   | Williams-Mercedes            | 1:18,557               |                        |                        | 18      |
| 19                   | 77 | Valtteri Bottas  | Alfa Romeo-Ferrari           | 1:18,714               |                        |                        | PL      |
| 107% czasu: 1:22,800 |    |                  |                              |                        |                        |                        |         |
| NS                   | 11 | Sergio Pérez     | Red Bull Racing-Honda RBPT   | –                      |                        |                        | PL      |
| Źródło: FIA          |    |                  |                              |                        |                        |                        |         |

Uwagi
1. ↑  Valtteri Bottas zakwalifikował się na dziewiętnastym miejscu, ale został zobowiązany do startu z alei serwisowej za zmianę ustawień zawieszenia w warunkach parku zamkniętego[6].
2. ↑  Sergio Pérez nie ustanowił czasu w kwalifikacjach, ale został dopuszczony przez sędziów do wyścigu[7]. Został zobowiązany do startu z alei serwisowej za wymianę elementów silnika i zmianę ustawień zawieszenia w warunkach parku zamkniętego[8].

### Wyścig
| P                    | Nr | Kierowca         | Konstruktor                  | Okr. | Czas         | Start | +/−       | Punkty |
| -------------------- | -- | ---------------- | ---------------------------- | ---- | ------------ | ----- | --------- | ------ |
| 1                    | 1  | Max Verstappen   | Red Bull Racing-Honda RBPT   | 58   | 2:32:38,371  | 1     | Bez zmian | 25     |
| 2                    | 44 | Lewis Hamilton   | Mercedes                     | 58   | +0,179       | 3     | 1         | 18     |
| 3                    | 14 | Fernando Alonso  | Aston Martin Aramco-Mercedes | 58   | +0,769       | 4     | 1         | 15     |
| 4                    | 18 | Lance Stroll     | Aston Martin Aramco-Mercedes | 58   | +3,082       | 6     | 2         | 12     |
| 5                    | 11 | Sergio Pérez     | Red Bull Racing-Honda RBPT   | 58   | +3,320       | PL    | 15        | 10+1   |
| 6                    | 4  | Lando Norris     | McLaren-Mercedes             | 58   | +3,701       | 13    | 7         | 8      |
| 7                    | 27 | Nico Hülkenberg  | Haas-Ferrari                 | 58   | +4,939       | 10    | 3         | 6      |
| 8                    | 81 | Oscar Piastri    | McLaren-Mercedes             | 58   | +5,382       | 16    | 8         | 4      |
| 9                    | 24 | Zhou Guanyu      | Alfa Romeo-Ferrari           | 58   | +5,713       | 17    | 8         | 2      |
| 10                   | 22 | Yūki Tsunoda     | AlphaTauri-Honda RBPT        | 58   | +6,052       | 12    | 2         | 1      |
| 11                   | 77 | Valtteri Bottas  | Alfa Romeo-Ferrari           | 58   | +6,513       | PL    | 8         |        |
| 12                   | 55 | Carlos Sainz Jr. | Ferrari                      | 58   | +6,594       | 5     | 7         |        |
| 13                   | 10 | Pierre Gasly     | Alpine-Renault               | 56   | NU (kolizja) | 9     | 4         |        |
| 14                   | 31 | Esteban Ocon     | Alpine-Renault               | 56   | NU (kolizja) | 11    | 3         |        |
| 15                   | 21 | Nyck de Vries    | AlphaTauri-Honda RBPT        | 56   | NU (kolizja) | 15    | Bez zmian |        |
| 16                   | 2  | Logan Sargeant   | Williams-Mercedes            | 56   | NU (kolizja) | 18    | 2         |        |
| 17                   | 20 | Kevin Magnussen  | Haas-Ferrari                 | 52   | NU (wypadek) | 14    | 3         |        |
| NS                   | 63 | George Russell   | Mercedes                     | 17   | NU (silnik)  | 2     |           |        |
| NS                   | 23 | Alexander Albon  | Williams-Mercedes            | 6    | NU (wypadek) | 8     |           |        |
| NS                   | 16 | Charles Leclerc  | Ferrari                      | 0    | NU (kolizja) | 7     |           |        |
| Źródło: FIA, Pirelli |    |                  |                              |      |              |       |           |        |

Uwagi
1. ↑  Dodatkowy 1 punkt jest przyznawany kierowcy, który ustanowił najszybsze okrążenie w wyścigu, pod warunkiem, że ukończył wyścig w pierwszej 10.
2. ↑  Carlos Sainz Jr. ukończył wyścig na czwartym miejscu, ale otrzymał karę 5 sekund doliczonych do uzyskanego czasu za spowodowanie kolizji z Fernandem Alonsem[11].
3. 1 2 3 4 5  Pierre Gasly, Esteban Ocon, Nyck de Vries, Logan Sargeant oraz Kevin Magnussen zostali sklasyfikowani, ponieważ przejechali więcej niż 90% dystansu wyścigu.

### Najszybsze okrążenie
| Nr          | Kierowca     | Konstruktor                | Czas     | Okr. |
| ----------- | ------------ | -------------------------- | -------- | ---- |
| 11          | Sergio Pérez | Red Bull Racing-Honda RBPT | 1:20,235 | 53   |
| Źródło: FIA |              |                            |          |      |

### Prowadzenie w wyścigu
| Nr                              | Kierowca       | Konstruktor                | Okrążenia | Suma |
| ------------------------------- | -------------- | -------------------------- | --------- | ---- |
| 63                              | George Russell | Mercedes                   | 1–6       | 6    |
| 44                              | Lewis Hamilton | Mercedes                   | 7–11      | 5    |
| 1                               | Max Verstappen | Red Bull Racing-Honda RBPT | 12–58     | 47   |
| \| Wykres \| \| ------ \| \| \| |                |                            |           |      |
| Źródło: FIA                     |                |                            |           |      |
| Wykres                          |                |                            |           |      |
|                                 |                |                            |           |      |

## Klasyfikacja po wyścigu

### Kierowcy
| P           | +/−       | Kierowca         | Zgł. | Punkty | P1 | P2 | P3 | PP | NO | NS | NU |
| ----------- | --------- | ---------------- | ---- | ------ | -- | -- | -- | -- | -- | -- | -- |
| 1           | Bez zmian | Max Verstappen   | 3    | 69     | 2  | 1  | –  | 2  | 1  | –  | –  |
| 2           | Bez zmian | Sergio Pérez     | 3    | 54     | 1  | 1  | –  | 1  | 1  | –  | –  |
| 3           | Bez zmian | Fernando Alonso  | 3    | 45     | –  | –  | 3  | –  | –  | –  | –  |
| 4           | 1         | Lewis Hamilton   | 3    | 38     | –  | 1  | –  | –  | –  | –  | –  |
| 5           | 1         | Carlos Sainz Jr. | 3    | 20     | –  | –  | –  | –  | –  | –  | –  |
| 6           | 1         | Lance Stroll     | 3    | 20     | –  | –  | –  | –  | –  | 1  | 1  |
| 7           | 1         | George Russell   | 3    | 18     | –  | –  | –  | –  | –  | 1  | 1  |
| 8           | 12        | Lando Norris     | 3    | 8      | –  | –  | –  | –  | –  | –  | –  |
| 9           | 6         | Nico Hülkenberg  | 3    | 6      | –  | –  | –  | –  | –  | –  | –  |
| 10          | 2         | Charles Leclerc  | 3    | 6      | –  | –  | –  | –  | –  | 2  | 2  |
| 11          | 2         | Valtteri Bottas  | 3    | 4      | –  | –  | –  | –  | –  | –  | –  |
| 12          | 2         | Esteban Ocon     | 3    | 4      | –  | –  | –  | –  | –  | 1  | 2  |
| 13          | 6         | Oscar Piastri    | 3    | 4      | –  | –  | –  | –  | –  | 1  | 1  |
| 14          | 3         | Pierre Gasly     | 3    | 4      | –  | –  | –  | –  | –  | –  | 1  |
| 15          | 2         | Zhou Guanyu      | 3    | 2      | –  | –  | –  | –  | 1  | –  | –  |
| 16          | 2         | Yūki Tsunoda     | 3    | 1      | –  | –  | –  | –  | –  | –  | –  |
| 17          | 5         | Kevin Magnussen  | 3    | 1      | –  | –  | –  | –  | –  | –  | 1  |
| 18          | 5         | Alexander Albon  | 3    | 1      | –  | –  | –  | –  | –  | 2  | 2  |
| 19          | 3         | Logan Sargeant   | 3    | 0      | –  | –  | –  | –  | –  | –  | 1  |
| 20          | 2         | Nyck de Vries    | 3    | 0      | –  | –  | –  | –  | –  | –  | 1  |
| Źródło: FIA |           |                  |      |        |    |    |    |    |    |    |    |

### Konstruktorzy
| P           | +/−       | Konstruktor                  | Zgł. | Punkty | P1 | P2 | P3 | PP | NO | NS | NU |
| ----------- | --------- | ---------------------------- | ---- | ------ | -- | -- | -- | -- | -- | -- | -- |
| 1           | Bez zmian | Red Bull Racing-Honda RBPT   | 6    | 123    | 3  | 2  | –  | 3  | 2  | –  | –  |
| 2           | Bez zmian | Aston Martin Aramco-Mercedes | 6    | 65     | –  | –  | 3  | –  | –  | 1  | 1  |
| 3           | Bez zmian | Mercedes                     | 6    | 56     | –  | 1  | –  | –  | –  | 1  | 1  |
| 4           | Bez zmian | Ferrari                      | 6    | 26     | –  | –  | –  | –  | –  | 2  | 2  |
| 5           | 5         | McLaren-Mercedes             | 6    | 12     | –  | –  | –  | –  | –  | 1  | 1  |
| 6           | 1         | Alpine-Renault               | 6    | 8      | –  | –  | –  | –  | –  | 1  | 3  |
| 7           | Bez zmian | Haas-Ferrari                 | 6    | 7      | –  | –  | –  | –  | –  | –  | 1  |
| 8           | 2         | Alfa Romeo-Ferrari           | 6    | 6      | –  | –  | –  | –  | 1  | –  | –  |
| 9           | Bez zmian | AlphaTauri-Honda RBPT        | 6    | 1      | –  | –  | –  | –  | –  | –  | 1  |
| 10          | 2         | Williams-Mercedes            | 6    | 1      | –  | –  | –  | –  | –  | 2  | 3  |
| Źródło: FIA |           |                              |      |        |    |    |    |    |    |    |    |